# جوردن موريس
جوردن موريس (بالإنجليزية: Jordan Morris) (26 أكتوبر 1994 سياتل الولايات المتحدة - ) هو لاعب كرة قدم أمريكي يلعب كمهاجم.

## روابط خارجية
- جوردن موريس على موقع الدوري الأمريكي (الإنجليزية)
- جوردن موريس على موقع قاعدة بيانات كرة القدم.إي يو (الإنجليزية)
- جوردن موريس على موقع ليكيب (الفرنسية)
- جوردن موريس على موقع ناشيونال فوتبول تيمز (الإنجليزية)
- جوردن موريس على موقع Soccerbase.com (لاعب) (الإنجليزية)
- جوردن موريس على موقع Soccerway.com (الإنجليزية)
- جوردن موريس على موقع عالم كرة القدم.نت (الإنجليزية)
- جوردن موريس على موقع AS.com (الإسبانية)